# Affrontements de l'État de Galmudug
 (octobre 2021).
Guerre civile somalienne
Les affrontements de l'État de Galmudug sont des affrontements survenus à partir de la fin septembre 2021 dans l'État de Galmudug, en Somalie, entre l'armée somalienne et la milice soufie Ahlu Sunna wal Jamaa (ASWJ).

## Déroulement
Les affrontements ont commencé le 30 septembre 2021 lorsque le groupe ASWJ a capturé deux villes dans l'État face à la menace du groupe terroriste Al-Shabaab et l'inaction du gouvernement. Le 23 octobre, des affrontements entre l'ASWJ et l'armée somalienne éclatent dans le district de Guriel (en). Le 25 octobre, le gouvernement local a déclaré que 16 soldats avaient été tués. ASWJ a déclaré que le nombre total de morts des affrontements est d'au moins 120 victimes.
L'ASWJ était un allié du gouvernement dans la guerre civile depuis 2010, mais cet coopération a pris fin et il s'est battu pour la première fois contre l'armée en février 2020.